# Copa de Francia de baloncesto
La Copa de Francia de baloncesto (en francés Coupe de France de basket-ball) es una competición de baloncesto que se disputa en Francia desde 1953.

## Palmarés
| Temporada                                                           | Campeón                                           | Resultado                                         | Finalista                                         | Sede de la final                                  |
| ------------------------------------------------------------------- | ------------------------------------------------- | ------------------------------------------------- | ------------------------------------------------- | ------------------------------------------------- |
| 1953                                                                | ASVEL                                             | 43 - 41                                           | FC Mulhouse                                       | Vélodrome d'Hiver, París                          |
| 1954                                                                | Paris UC                                          | 54 - 49                                           | ASVEL                                             | Vélodrome d'Hiver, París                          |
| 1955                                                                | Paris UC                                          | 46 - 43                                           | ASVEL                                             | Roanne                                            |
| 1956                                                                | CSM Auboué                                        | 63 - 52                                           | Racing CF                                         | Estadio Pierre de Coubertin, París                |
| 1957                                                                | ASVEL                                             | 61 - 55                                           | Paris UC                                          | Tours                                             |
| 1958                                                                | Etoile Mezieres                                   | 79 - 42                                           | AS Denain Voltaire                                | Mulhouse                                          |
| 1959                                                                | Etoile Mezieres                                   | 72 - 65                                           | ASVEL                                             | Estadio Pierre de Coubertin, París                |
| 1960                                                                | AS Denain Voltaire                                | 67 - 66                                           | CSM Auboué                                        | Tours                                             |
| 1961                                                                | SA Lyon                                           | 64 - 55                                           | Paris UC                                          | Nantes                                            |
| 1962                                                                | Paris UC                                          | 65 - 57                                           | RCM Toulouse                                      | Rennes                                            |
| 1963                                                                | Paris UC                                          | 75 - 64                                           | Alsace Bagnolet                                   | Estadio Pierre de Coubertin, París                |
| 1964                                                                | SCM Le Mans                                       | 70 - 68                                           | Chorale Roanne                                    | Tours                                             |
| 1965                                                                | ASVEL                                             | 59 - 55                                           | Alsace Bagnolet                                   | Mulhouse                                          |
| 1966                                                                | ABC Nantes                                        | 65 - 58                                           | AS Denain Voltaire                                | Lyon                                              |
| 1967                                                                | ASVEL                                             | 88 - 82                                           | AS Denain Voltaire                                | Cholet                                            |
| La Copa de Francia es reemplazada por la Copa de las Regiones.      |                                                   |                                                   |                                                   |                                                   |
| 1969                                                                | JA Vichy                                          | 90 - 56                                           | Alsace Bagnolet                                   | Tours                                             |
| 1970                                                                | JA Vichy                                          | 78 - 74                                           | SCM Le Mans                                       | Saint-Nazaire                                     |
| De 1971 a 1993 la competición no la disputan equipos profesionales. |                                                   |                                                   |                                                   |                                                   |
| 1994                                                                | CSP Limoges                                       | 83 - 66                                           | Strasbourg IG                                     |                                                   |
| 1995                                                                | CSP Limoges                                       | 84 - 83                                           | Pau-Orthez                                        |                                                   |
| 1996                                                                | ASVEL                                             | 72 - 69                                           | Levallois SCB                                     | Marsella                                          |
| 1997                                                                | ASVEL                                             | 67 - 58                                           | SLUC Nancy                                        | Estadio Pierre de Coubertin, París                |
| 1998                                                                | Cholet Basket                                     | 95 - 54                                           | Levallois SCB                                     | Palais omnisports de Paris-Bercy, París           |
| 1999                                                                | Cholet Basket                                     | 85 - 70                                           | Strasbourg SIG                                    | Palais omnisports de Paris-Bercy, París           |
| 2000                                                                | CSP Limoges                                       | 79 - 73                                           | PSG Racing                                        | Palais omnisports de Paris-Bercy, París           |
| 2001                                                                | ASVEL                                             | 99 - 74                                           | Pau-Orthez                                        | Palais omnisports de Paris-Bercy, París           |
| 2002                                                                | Pau-Orthez                                        | 80 - 73                                           | ASVEL                                             | Palais omnisports de Paris-Bercy, París           |
| 2003                                                                | Pau-Orthez                                        | 82 - 74                                           | BCM Gravelines                                    | Palais omnisports de Paris-Bercy, París           |
| 2004                                                                | SCM Le Mans                                       | 83 - 80                                           | Pau-Orthez                                        | Palais omnisports de Paris-Bercy, París           |
| 2005                                                                | BCM Gravelines                                    | 91 - 79                                           | Cholet Basket                                     | Palais omnisports de Paris-Bercy, París           |
| 2006                                                                | JDA Dijon                                         | 66 - 58                                           | ASVEL                                             | Palais omnisports de Paris-Bercy, París           |
| 2007                                                                | Pau-Orthez                                        | 92 - 83                                           | JSF Nanterre                                      | Palais omnisports de Paris-Bercy, París           |
| 2008                                                                | ASVEL                                             | 86 - 76                                           | Cholet Basket                                     | Palais omnisports de Paris-Bercy, París           |
| 2009                                                                | SCM Le Mans                                       | 79 - 65                                           | Nancy                                             | Palais omnisports de Paris-Bercy, París           |
| 2010                                                                | Orléans                                           | 73 - 69                                           | BCM Gravelines                                    | Palais omnisports de Paris-Bercy, París           |
| 2011                                                                | Chalon-sur-Saône                                  | 79 - 71                                           | Limoges                                           | Palais omnisports de Paris-Bercy, París           |
| 2012                                                                | Chalon-sur-Saône                                  | 83 - 75                                           | Limoges                                           | Palais omnisports de Paris-Bercy, París           |
| 2013                                                                | Paris-Levallois                                   | 77 - 74                                           | JSF Nanterre                                      | Palais omnisports de Paris-Bercy, París           |
| 2014                                                                | JSF Nanterre                                      | 55 - 50                                           | Nancy                                             | Estadio Pierre de Coubertin, París                |
| 2015                                                                | Strasbourg IG                                     | 87 - 74                                           | ESSM Le Portel                                    | Halle Georges-Carpentier, París                   |
| 2016                                                                | Le Mans SB                                        | 88 - 75                                           | ASVEL                                             | AccorHotels Arena, París                          |
| 2017                                                                | Nanterre 92                                       | 96 - 79                                           | Le Mans SB                                        | AccorHotels Arena, París                          |
| 2018                                                                | Strasbourg IG                                     | 82 - 62                                           | Boulazac Basket Dordogne                          | AccorHotels Arena, París                          |
| 2019                                                                | ASVEL Lyon-Villeurbanne                           | 70 - 61                                           | Le Mans Sarthe Basket                             | AccorHotels Arena, París                          |
| 2020                                                                | Torneo cancelado debido a la pandemia de COVID-19 | Torneo cancelado debido a la pandemia de COVID-19 | Torneo cancelado debido a la pandemia de COVID-19 | Torneo cancelado debido a la pandemia de COVID-19 |
| 2021                                                                | ASVEL Lyon-Villeurbanne                           | 77 - 61                                           | JDA Dijon                                         | AccorHotels Arena, París                          |
| 2022                                                                | Pau-Lacq-Orthez                                   | 95 - 86                                           | Strasbourg IG                                     | AccorHotels Arena, París                          |
| 2023                                                                | AS Mónaco Basket                                  | 90 - 70                                           | ASVEL Lyon-Villeurbanne                           | AccorHotels Arena, París                          |
| 2024                                                                | JDA Dijon                                         | 83 - 70                                           | Strasbourg IG                                     | Accor Arena, París                                |
| 2025                                                                | Paris Basketball                                  | 91 - 80                                           | Le Mans SB                                        | Accor Arena, París                                |

### Copa de Francia (1982-1995)
Entre 1982 y 1995, la Copa de Francia la disputaron los clubes de la N1 y los mejores de la N2
| Temporada | Campeón                    | Resultado | Finalista                  | Sede de la final |
| --------- | -------------------------- | --------- | -------------------------- | ---------------- |
| 1982      | CO Briochin                | 81 - 79   | AS Denain Voltaire         |                  |
| 1983      | ESM Challans               | 114 - 98  | CRO Lyon                   |                  |
| 1984      | AS Denain Voltaire         | 75 - 85   | OS Hyères                  |                  |
| 1985      | OS Hyères                  | 66 - 63   | Saint-Quentin Basket-Ball  |                  |
| 1986      | RCM Toulouse               | 95 - 84   | AS Tarare                  |                  |
| 1987      | Saint-Quentin Basket-Ball  | 102 - 86  | Montpellier PSC            |                  |
| 1988      | AS Esquennoy               | 86 - 79   | Villeneuve-sur-Lot         |                  |
| 1989      | Nice BC                    | 86 - 85   | SI Graffenstaden           |                  |
| 1990      | CS Toulon                  | 89 - 84   | CRO Lyon                   |                  |
| 1991      | EB Châlons-en-Champagne    | 107 - 83  | USO Athis-Mons             |                  |
| 1992      | Anjou BC Angers            | 82 - 70   | AS Poissy                  |                  |
| 1993      | Besançon BC                | 79 - 64   | ES Chalon-sur-Saone        |                  |
| 1994      | Anjou BC Angers            | 82 -74    | Gauloise Vitry le François |                  |
| 1995      | Gauloise Vitry le François | 73 - 69   | Reims Champagne Basket     |                  |

### Copa de la Federación
Durante 4 años la denominación cambiaría a Copa de la Federación
| Año  | Vencedor                | Finalista               | Resultado |
| ---- | ----------------------- | ----------------------- | --------- |
| 1982 | Limoges CSP             | ASVEL Lyon-Villeurbanne | 116 - 100 |
| 1983 | Limoges CSP             | AS Monaco               | 96 - 81   |
| 1984 | ASVEL Lyon-Villeurbanne | Stade Français          | 88 - 87   |
| 1985 | Limoges CSP             | Stade Français          | 88 - 87   |

## Copa de la Liga
En 1992-1993, la Federación y la Liga Nacional organizaron la competición de Copa.
| Año  | Vencedor  | Finalista  | Resultado ida | Resultado vuelta |
| ---- | --------- | ---------- | ------------- | ---------------- |
| 1993 | JDA Dijon | PSG Racing | 101-66        | 85-87            |